# 石川県立愛育養護学校
石川県立愛育養護学校（いしかわけんりつ あいいくようごがっこう）は、かつて石川県金沢市銚子町にあった県立養護学校。

## 所在地
- 石川県金沢市銚子町リ４４１

## 学部
- 小学部
- 中学部
- 高等部

## 沿革
- 1979年 - 独立して石川県立明和養護愛育分校として開校。
- 1982年 - 石川県立愛育養護学校となる。
- 1986年 - 銚子町に移転。
- 2002年 - 廃校。
- 2003年 - 跡地には石川県立自然史資料館がオープン。